# Saskia Budgett
Saskia Budgett (nascida a 21 de setembro de 1996) é uma remadora britânica. Em 2021 ela ganhou a medalha de bronze europeia (com Holly Nixon) no skiff duplo em Varese, na Itália. Ela foi seleccionada como reserva para os Jogos Olímpicos de Verão de 2020.